# Bebelno-Kolonia
Bebelno-Kolonia is een plaats in het Poolse district  Włoszczowski, woiwodschap Święty Krzyż. De plaats maakt deel uit van de gemeente Włoszczowa en telt 436 inwoners.